# In Ghar
In Ghar è una città dell'Algeria, capoluogo dell'omonimo distretto, nella provincia di In Salah. La città, che sorge su di un pianoro del Sahara, sorge vicino ad un'oasi, utilizzata estensivamente per uso agricolo.
In Ghar si trova sulla strada nazionale 52 (route nationale 52) tra i centri di In Salah, da cui dista 55 chilometri, e Aoulef, da cui dista 85 chilometri.
Nella zona sono iniziate nel 2015 le attività esplorative per l'estrazione del gas, a cui sono seguite proteste degli abitanti della città.